# Fédération internationale des associations des producteurs de films
La Fédération internationale des associations des producteurs de films (FIAPF) est une association créée en 1933 qui a pour but d'organiser et réglementer les festivals de cinéma.
Basée à Bruxelles, l'organisation est composée de 31 associations membres.

## Membres de la FIAPF
- Spitzenorganisation der Filmwirtschaft (de) (SPIO) •  Allemagne •
- Asociación General de Productores Cinematográficos •  Argentine •
- Instituto Nacional de Cine y Artes Audiovisuales •  Argentine •
- Screen Producers Australia (en) (SPAA) •  Australie •
- Fachverband der Film- und Musikindustrie (de) •  Autriche •
- Canadian Film and Television Production Association (de) •  Canada •
- China Filmmakers Association •  Chine •
- Danish Film and TV Producers •  Danemark •
- Egyptian Chamber of Cinema Industry •  Égypte
- Federación de Asociaciones de Produtores Audiovisuales de Espana •  Espagne •
- Independent Film & Television Alliance (en) •  États-Unis •
- Motion Picture Association •  États-Unis •
- Suomen elokuvatuottajien keskusliitto (fi) (SEK) •  Finlande •
- Association of Icelandic Films Producers •  Islande •
- Film Federation of India (en) •  Inde •
- National Film Development Corporation of India (en) (NFDC) •  Inde •
- The Iranian Alliance of Motion Picture Guilds - Khaneh Cinema •  Iran •
- Unione Nazionale Produttori Film (ANICA) •  Italie •
- Motion Picture Producers Association of Japan •  Japon •
- Norske Film and TV Produsenters Forening •  Norvège •
- Screen Production and Development Association (SPADA) •  Nouvelle-Zélande
- Netherlands Association of Feature Film Producers •  Pays-Bas •
- Audiovisual Producers' Association (APA) •  République tchèque •
- Film Producers Guild of Russia •  Russie •
- Swedish Filmproducers' Associations •  Suède •
- Association Suisse des Producteurs de Films •  Suisse •
- Film Yapymcylary Meslek Birlidi •  Turquie •

## Festivals accrédités par la FIAPF
La FIAPF est responsable de l'accréditation de 52 festivals de films autour du monde. Ils sont séparés en 4 catégories : compétitif, compétitif spécialisé, non-compétitif et documentaires/courts-métrages.

### Festivals de cinéma compétitifs
- Berlinale •  Allemagne (février)
- Festival international du film du Caire •  Égypte (novembre)
- Festival de Cannes  •  France (mai)
- Festival international du film d'Inde •  Inde (Novembre)
- Festival international du film de Tokyo •  Japon (octobre)
- Festival international du film de Mar del Plata •  Argentine (novembre)
- Festival des films du monde de Montréal •   Canada (août)
- Festival international du film de Moscou •  Russie (juin)
- Festival international du film de Karlovy Vary •  République tchèque (juillet)
- Festival international du film de Locarno •  Suisse (août)
- Festival international du film de Saint-Sébastien •  Espagne (septembre)
- Festival international du film de Shanghai •  Chine (juin)
- Festival du film Nuits noires de Tallinn •  Estonie (Novembre)
- Festival international du film de Varsovie (Spécialisé dans les premiers et deuxièmes films et films d'Europe Centrale et de l'Est) •  Pologne (octobre)
- Mostra de Venise •  Italie  (septembre)

### Festivals de cinéma compétitifs spécialisés
- Festival du film d'Antalya (Spécialisé dans les films produits en Europe, en Asie centrale et en Asie) •  Turquie (octobre)
- Festival international du film de Mumbai (Spécialisé dans les premiers films) •  Inde (octobre)
- Festival international du film fantastique de Bruxelles (Spécialisé dans les films fantastiques et de science fiction) •  Belgique (mars)
- Festival international du film de Calcutta (Spécialisé dans les films réalisés par des femmes) •  Inde (décembre)
- Festival international du film de Carthagène (Spécialisé dans les films issus des zones ibérique et latino-américaine) •  Colombie (février-mars)
- Festival du film noir de Courmayeur (Spécialisé dans le film policier) •  Italie (décembre)
- Festival international eurasien du cinéma (Spécialisé dans les films produits en Europe, Asie Centrale et Asie) • Almaty  Kazakhstan (septembre)
- Festival international du film de Gijón (Spécialisé dans l’impact de la musique sur les films) •  Espagne (novembre)
- Festival international du film d'Istanbul (Spécialisé dans les films sur l'art : littérature, théâtre, musique, danse, cinéma et arts plastiques) •  Turquie (avril)
- Festival international du film de Jeonju (Spécialisé dans les films réalisés par de nouveaux talents) •  Corée du Sud (mai)
- Festival international du film du Kerala (Spécialisé dans les films d'Asie, d'Afrique et d'Amérique Latine) • Trivandrum  Inde (décembre)
- Festival international du film de Kitzbühel (Spécialisé dans les jeunes réalisateurs) •  Autriche (août)
- Listapad (Spécialisé dans les films produits dans les pays Baltes, l'Asie centrale, l'Europe Centrale et Europe de l'Est et la Russie) •   Biélorussie (novembre)
- Molodist (Spécialisé dans les films réalisés par de nouveaux talents) •  Kiev  Ukraine (octobre)
- Festival international du film francophone de Namur (Spécialisé dans les films francophones) •  Belgique (septembre-octobre)
- Festival international du film de Pusan (Spécialisé dans les films réalisés par de nouveaux talents des pays d’Asie) •  Corée du Sud (octobre)
- Festival du film de Sarajevo (Spécialisé dans les films de fiction et de documentaire d'Europe centrale et du sud-est) •  Bosnie-Herzégovine (août)
- Festival international du film catalan de Sitges (Spécialisé dans les films fantastiques) •   Espagne (octobre)
- Festival International du Film de Sofia (Spécialisé dans les premiers et seconds films) • Sofia  Bulgarie (mars)
- Festival international du film de Stockholm (Spécialisé dans les nouvelles orientations cinématographiques) •  Suède (novembre)
- Festival du film de Sydney (Spécialisé dans les réalisations innovantes) •  Australie (juin)
- Transilvania International Film Festival (Spécialisé dans les films réalisés par de nouveaux talents) • Cluj  Roumanie (juin)
- Festival du film de Turin (Spécialisé dans les films réalisés par de nouveaux talents) •  Italie (novembre)
- Festival international du film de Cine Jove (Spécialisé dans les films réalisés par de nouveaux talents) • Valence  Espagne (juin)

### Festivals de cinéma non compétitifs
- Festival international du film de Toronto •  Canada (septembre)
- Festival international du film de Vienne (Viennale) •  Autriche (octobre)

### Documentaires et courts métrages
- Festival international du film documentaire et du court-métrage de Bilbao •  Espagne (novembre)
- Festival du film de Cracovie •  Pologne (mai-juin)
- Festival international du court-métrage d'Oberhausen •  Allemagne (mai)
- Festival Message To Man • Saint-Pétersbourg  Russie (juin)
- Festival du film de Tampere •  Finlande (mars)